# 齐让 (1950年)
齐让（1950年—），汉族，中华人民共和国政治人物，中国科协原副主席、书记处书记、党组副书记，中国共产党党员，第十一届全国政协委员。

## 生平
2006年5月，中国科学技术协会第七届全国代表大会召开，选举产生第七届委员会，他当选为副主席。2008年，当选第十一届全国政协常务委员，代表中国科学技术协会，分入第二十三组。并担任教科文卫体委员会专委。